# Кайдалово
Кайда́лово (рос. Кайдалово) — село у складі Каримського району Забайкальського краю, Росія. Адміністративний центр Кайдаловського сільського поселення.

## Населення
Населення — 872 особи (2010; 786 у 2002).
Національний склад (станом на 2002 рік):
- росіяни — 97 %